# Kanton Brétigny-sur-Orge
Der Kanton Brétigny-sur-Orge ist seit 1967 eine französische Verwaltungseinheit im Arrondissement Palaiseau, im Département Essonne und in der Region Île-de-France; sein Hauptort ist Brétigny-sur-Orge. Vertreter im Generalrat des Départements ist seit 2008 Michel Pouzol (PS).

## Geografie
Der Kanton Brétigny-sur-Orge liegt im Mittel 80 Meter über Normalnull, zwischen 41 und 97 Metern. Die höchste und die niedrigste Erhebung liegen jeweils in Brétigny-sur-Orge.

## Gemeinden
Der Kanton besteht aus sechs Gemeinden mit insgesamt 64.944 Einwohnern (Stand: 1. Januar 2022) auf einer Gesamtfläche von 50,78 km²:
| Gemeinde                 | Einwohner 1. Januar 2022 | Fläche km² | Dichte Einw./km² | Code INSEE | Postleitzahl |
| ------------------------ | ------------------------ | ---------- | ---------------- | ---------- | ------------ |
| Brétigny-sur-Orge        | 26.658                   | 14,56      | 1.831            | 91103      | 91220        |
| Leudeville               | 1.560                    | 7,84       | 199              | 91332      | 91630        |
| Longpont-sur-Orge        | 6.456                    | 5,05       | 1.278            | 91347      | 91310        |
| Marolles-en-Hurepoix     | 5.688                    | 6,47       | 879              | 91376      | 91630        |
| Saint-Michel-sur-Orge    | 21.536                   | 5,29       | 4.071            | 91570      | 91240        |
| Saint-Vrain              | 3.046                    | 11,57      | 263              | 91579      | 91770        |
| Kanton Brétigny-sur-Orge | 64.944                   | 50,78      | 1.279            | 9103       | –            |

Bis zur Neuordnung bestand der Kanton Brétigny-sur-Orge aus den fünf Gemeinden Brétigny-sur-Orge, Leudeville, Marolles-en-Hurepoix, Le Plessis-Pâté und Saint-Vrain. Sein Zuschnitt entsprach einer Fläche von 48,02 km2.